# Donald Laycock
Donald 'Don' Laycock (1936 – 27. prosince 1988) byl australský jazykovědec a antropolog, žák Stephena Wurma na Australian National University.
Objevil a klasifikoval několik papuánských jazykových rodin (mj. Torricelli a Piawi). Byl to člověk mnoha neobvyklých zájmů, zabýval se paranormálními jevy, tarotovými kartami nebo studiem jazykových experimentů mystika Johna Dee. Byl členem menzy a klubu skeptiků. Současné autority na papuánské jazyky Malcolm Ross a William Foley považují jeho vědeckou práci za významný zdroj.

## Vybrané publikace
- The Ndu language family (Sepik District, New Guinea). Pacific Linguistics C-1. Canberra: Pacific Linguistics, 1965.
- "Languages of the Lumi subdistrict (West Sepik district), New Guinea." Oceanic Linguistics 7: 36-66. 1968.
- Sepik languages - checklist and preliminary classification. Pacific Linguistics B-25. Canberra, 1973.
- (with John Z'graggen) "The Sepik-Ramu phylum." In: Stephen A. Wurm, ed. Papuan languages and the New Guinea linguistic scene: New Guinea area languages and language study 1. Pacific Linguistics C-38. 731-763. Canberra, 1975.
- The Complete Enochian Dictionary: A Dictionary of the Angelic Language as Revealed to Dr. John Dee and Edward Kelley, London: Askin Publishers. 1978
- The Best Bawdry, Angus & Robertson, Sydney, 1982
- The World's Best Dirty Songs, Angus & Robertson, North Ryde, 1987, ISBN 0-207-15408-2
- (with Alice Buffet) Speak Norfuk Today, Norfolk Island, 1988
- Skeptical Eds. Don Laycock, David Vernon, Colin Groves, Simon Brown, Canberra Skeptics, 1989, ISBN 0-7316-5794-2
- A Dictionary of Buin, a language of Bougainville, ed. Masayuki Onishi (Pacific Linguistics 537, 2003) (FF UK - ÚSTAV SROVNÁVACÍ JAZYKOVĚDY - KNIHOVNA)